# Leo Eloesser
Leo Eloesser (29 de julio de 1881 - 4 de octubre de 1976), fue un notable cirujano de tórax estadounidense, oriundo de la ciudad de San Francisco.

## Biografía
Pasó sus primeros años de estudiante en Berkeley y en 1901 se trasladó a Alemania para estudiar medicina. Se convirtió en pionero en el campo de la cirugía torácica e ingresó a la Escuela de Medicina de la Universidad Stanford en 1912. Un procedimiento quirúrgico conocido como el Eloesser lleva ese nombre en honor a él. Conocido por su trabajo entre los pobres y los indigentes, el Dr. Eloesser fue el médico de Tom Mooney, cuyo juicio y encarcelamiento por cargos derivados de un atentado de 1916 lo convirtieron en una causa célebre de la izquierda estadounidense. Conoció al muralista Diego Rivera en 1926 y se convirtió en el amigo y consejero médico de toda la vida de Frida Kahlo..
Durante la guerra civil española prestó servicio en Teruel y en el frente del Ebro, participando en la batalla del Ebro con su propio Hospital Quirúrgico Móvil.
Al finalizar la Segunda Guerra Mundial se fue a China con el Octavo Ejército bajo los auspicios de UNICEF. Pasó sus últimos 25 años de su vida en México con su compañero, Joyce Campbell.